# 황자총통
황자총통(黃字銃筒)은 조선시대 대형 총통 중에서 천자총통·지자총통·현자총통 다음으로 큰 총통이다.

## 개요
세종 26년에 군기감에서 화포를 시험하였는데, 이때 황자총통이 천자총통과 더불어 사격하였다는 기록이 있다. 이는 황자총통이 적어도 태종 때 최해산이 총통을 개발할 때에는 이미 제작되었을 가능성을 시사하는 내용이다. 그런데 그 성능은 매우 낮아서 겨우 오백보를 넘지 못하였다고 한다. 그러나 세종 27년에 있었던 화기에 대한 전반적인 개발과 혁신을 통하여 그 사거리가 800보 이상을 넘게 되었고 한꺼번에 화살 4개를 동시에 발사할 수 있을 정도로 성능이 개선되었다. 결국 황자총통의 일반적인 형태와 제원은 1445년에 완성되었다고 할 수 있다. 이 때의 황자총통은 국조오례의 서례 병기도감조에 있는 삼총통과 그 형태와 크기가 비슷했을 것으로 파악된다. 기본적인 구조는 화약을 넣은 약통, 격목이나 토격이 삽입되는 격목통, 총신에 해당되는 부리, 총통을 운반하거나 설치하기 위한 부이가 있고, 약통 끝부분에는 이총통과 삼총통에 있는 나무손잡이를 끼우기 위한 모병이 있다.

## 같이 보기
- 천자총통
- 지자총통
- 현자총통

## 참고 자료
- 황자총통 - 국가유산청 국가유산포털
- 본 문서에는 서울특별시에서 지식공유 프로젝트를 통해 퍼블릭 도메인으로 공개한 저작물을 기초로 작성된 내용이 포함되어 있습니다.